# Emira D'Spain
 (mai 2023).
Emira D'Spain, née le 25 octobre 1996 dans l'émirat de Dubaï, est une mannequin. Connue sur TikTok, elle est la première femme noire transgenre à travailler pour Victoria’s Secret.

## Biographie
Emira D'Spain grandit à Dallas, aux États-Unis. 
Active sur TikTok, c'est de là qu'Emira D'Spain tire sa célébrité,. Elle documente son changement d'identité en ligne. En 2022, Emira D'Spain annonce qu'elle collabore avec la marque de lingerie Victoria’s Secret,. 